# 銀座カンカン娘
『銀座カンカン娘』（ぎんざカンカンむすめ）は、東宝が配給、新東宝が製作した日本映画、またその主題歌である。映画は1949年8月16日に公開された。

## あらすじ
落語家の新笑は、現在は引退し妻のおだいと子供たちと、ささやかな生活を送っていた。しかし、その一家のもとへ居候として入ってきたのが、新笑が昔世話になった恩人の娘のお秋と、お秋の親友のお春だった。
明朗快活な性格の2人だが、朝から歌を唄い、おだいは次第にイライラしていく。新笑の甥の武助は、会社の合唱隊を組織して歌に精進し、お春は声楽家、お秋は画家と3人とも芸術家になるべく意欲を燃やす。
しかし現実は厳しく、文無しの娘たちは絵の具もピアノも買うことが出来ない。だからといって、いつまでもブラブラ遊んでいる訳にもいかない。そんな中、お秋が職を探しに出かけようとすると、おだいに飼っていた犬のポチを捨ててきてくれと頼まれる。ポチを置き去りにできないお秋が公園をウロウロしていると、とある映画会社のロケ隊に出会い、なんとその撮影にポチと一緒に出て欲しいという話になり、一日だけエキストラとしてカメラの前に立つこととなる。
撮影は進行するが、女優の山田が噴水の池に放り込まれるシーンで女性のスタントが見つからず、お秋は既に犬を連れて出演済みのため急遽お春が呼び出される。2人は出演料として1000円という大金を手にし、しかも同じエキストラとして知り合った白井哲夫に誘われ、絵具やピアノを買うためにバーで歌って稼ぐことにする。出だしはうまく行かなかったが、FANTASIAという店で「銀座カンカン娘」を唄ったところから稼げるようになり、10日で3万円の貯金ができた。この調子なら欲しいものが買えると希望に胸を膨らませていた矢先、世話になっている新笑が家主から立ち退きを要求される。これを解決するための「カンカン娘」で10万円を稼ぎ出す。
やがて新笑の甥・武助との交際が進展し、お秋は武助との結婚を決意する。ラストは２人の婚礼と新笑の高座復帰を祝って新笑宅に集まった人たちの前で、２人への餞別として新笑が一席披露する。

## キャスト
- 秋：高峰秀子
- 春：笠置シヅ子
- 武助：灰田勝彦
- 新笑：古今亭志ん生 (5代目)
- おだい：浦辺粂子
- 白井哲夫：岸井明
- ヒヨ子：服部早苗
- 映画監督：山室耕
- 助監督：松尾文人
- 女優・山田：三村秀子
- 男優・上原：中原謙三

## 「カンカン」の意味
「カンカン」とは山本嘉次郎の造語であり、当時の売春婦の別称「パンパンガール」に対して「カンカンに怒っている」という意味が込められている。これは1947年に発売された『星の流れに』と同じ意味合いであり、戦後の暗い世相を嘆いた山本の心の叫びであった。
高峰が「カンカン娘ってどういう意味なんですか?」と作曲の服部と作詞の佐伯に尋ねたところ、2人とも知らなかったという逸話がある。
映画の中で笠置が歌う1番の歌詞には「カンカン被り」とあり、カンカン帽を指しているとも考えられる。ちなみにその歌詞は「なんて可愛いカンカン娘、ちょいと斜めにカンカン被り、ペイブメントでタップを踊って、ブギを唄ってヒャラヒャラヒャラヒャラ、これが銀座のカンカン娘」である。この歌詞は高峰秀子版のレコードに収録されなかった。

## 主題歌
『銀座カンカン娘』（ぎんざカンカンむすめ）は1949年4月に発売された高峰秀子のシングル。作詞:佐伯孝夫、作曲・編曲:服部良一。発売元は日本ビクター（音楽レコード事業部、現：JVCケンウッド・ビクターエンタテインメント）。

### 概要
1949年4月に日本ビクターから発売。当時のレコード売上は50万枚を記録した。1968年時点での累計売上は85万枚。
4番の歌詞に「カルピス」と商標名が入っていることから、NHKの番組で放送される際は3番でフェードアウトされるケースが多い。また、この歌詞からカルピスとのタイアップを狙っていたが実現しなかったことを当時ビクターに勤務していた小藤武門が自著の中で明かしている。
後年、藤圭子（アルバム『歌いつがれて25年 藤圭子演歌を歌う』収録、1970年発売）、三ツ矢雄二（アルバム『FOUR』収録、1982年発売）、ドリーム・ガールズ（シングル、1987年発売）、井上陽水（アルバム『UNITED COVER』収録）、スターダストレビュー（アルバム『STARS』収録）、ダディ竹千代&東京おとぼけCATS（アルバム『Dead Stock』収録、2004年発売）、なぎら健壱（アルバム『日輪』2000年収録）、石原詢子（2013年のアルバム『我がこころの愛唱歌〜夢と希望に満ちてたあの時代〜』、2014年のCD-BOX『石原詢子 時代のうた』収録）、PE'Z（アルバム『日本のジャズ -SAMURAI SPIRIT-』収録）、ゴスペラーズ（アルバム『服部良一 〜生誕100周年記念トリビュート・アルバム〜』収録）など、多くの歌手によってカバーされた。また、桑田佳祐も2013年のAAAイベント『昭和八十八年度! 第二回ひとり紅白歌合戦』で本曲を歌唱している。
2000年代には、『銀座4丁目のXG』というタイトルで放映されたヒュンダイ・XG（日本仕様車）のCMに本曲のアレンジ版が使用されていた（編曲は加藤みちあき、歌唱は小坂三澄と宮下文一）。
2012年10月31日からは、東京地下鉄（東京メトロ）銀座駅の銀座線ホームで発車メロディ（発車サイン音）として使用されている（編曲は福嶋尚哉）。

### シングル収録曲
1. 銀座カンカン娘
作詞：佐伯孝夫、作曲・編曲：服部良一
2. わが夢わが歌（歌：灰田勝彦）
作詞：佐伯孝夫、作曲・編曲：服部良一

## 映像遺産としての価値
いわゆるプログラムピクチャーである本作だが、以下のような貴重な映像が含まれている。
- ラストで昭和の大名人である古今亭志ん生 (5代目)が元帳（替わり目）を演じており、口演映像がほとんど残っていない志ん生の高座姿を偲ばせる貴重な記録となっている。また、途中に独りで疝気の虫を稽古するシーンもある。
- 高峰秀子の他に笠置シヅ子、岸井明、灰田勝彦らこの時代を代表するエンターティナーが劇中で主題曲を歌っており、四人四様の銀座カンカン娘を聴く事ができる。